# Cratere Xi Wang
Xi Wang  è un cratere sulla superficie di Venere.